# Partícula en un potencial central
En mecànica quàntica, un potencial central és un potencial, en el qual l'energia potencial {\displaystyle V} de cada partícula depèn només de la distància {\displaystyle r} entre la partícula i el centre del potencial.

## Cas general
Considerem una partícula de massa {\displaystyle m} en un potencial central. La funció d'ona de la partícula ha de satisfer l'equació de Schrödinger independent del temps:{\displaystyle \nabla ^{2}\psi +{\frac {2m}{\hbar ^{2}}}\,(E-V)\,\psi =0}
Com que un potencial central té simetria esfèrica, l'equació de Schrödinger es pot expressar en coordenades esfèriques, amb l'origen de coordenades al centre del potencial:{\displaystyle {\frac {1}{r^{2}}}{\frac {\partial }{\partial r}}\left(r^{2}\,{\frac {\partial \psi }{\partial r}}\right)+{\frac {1}{r^{2}\,\sin \theta }}{\frac {\partial }{\partial \theta }}\left(\sin \theta \,{\frac {\partial \psi }{\partial \theta }}\right)+{\frac {1}{r^{2}\,\sin ^{2}\theta }}{\frac {\partial ^{2}\psi }{\partial \varphi ^{2}}}+{\frac {2m}{\hbar ^{2}}}(E-V)\psi =0}
Si suposem que les solucions de l'equació són separables,{\displaystyle \psi (r,\theta ,\varphi )=R(r)\,Y(\theta ,\varphi )}s'obté, substituint i multiplicant per {\displaystyle r^{2}/RY}:{\displaystyle {\frac {1}{R}}{\frac {\mathrm {d} }{\mathrm {d} r}}\left(r^{2}\,{\frac {\mathrm {d} R}{\mathrm {d} r}}\right)+{\frac {2mr^{2}}{\hbar ^{2}}}(E-V)=-{\frac {1}{Y\,\sin \theta }}{\frac {\partial }{\partial \theta }}\left(\sin \theta \,{\frac {\partial Y}{\partial \theta }}\right)-{\frac {1}{Y\,\sin ^{2}\theta }}{\frac {\partial ^{2}Y}{\partial \varphi ^{2}}}}
El membre de l'esquerra (part radial) depèn només de {\displaystyle r} i el membre de la dreta (part angular) depèn només de {\displaystyle \theta } i {\displaystyle \varphi }. Per tal que l'equació es satisfaci, cada membre ha de ser igual a una constant, que escollirem que sigui {\displaystyle l(l+1)}. D'aquesta manera, obtenim dues equacions:
- Equació radial: {\displaystyle {\frac {1}{R}}{\frac {\mathrm {d} }{\mathrm {d} r}}\left(r^{2}\,{\frac {\mathrm {d} R}{\mathrm {d} r}}\right)+{\frac {2mr^{2}}{\hbar ^{2}}}\left(E-V\right)=l(l+1)}
- Equació angular: {\displaystyle -{\frac {1}{Y\sin \theta }}{\frac {\partial }{\partial \theta }}\left(\sin \theta \,{\frac {\partial Y}{\partial \theta }}\right)-{\frac {1}{Y\sin ^{2}\theta }}{\frac {\partial ^{2}Y}{\partial \varphi ^{2}}}=l(l+1)}

### Separació de l'equació angular
L'equació angular es pot multiplicar per {\displaystyle Y\sin ^{2}\theta }:{\displaystyle \sin \theta \,{\frac {\partial }{\partial \theta }}\left(\sin \theta \,{\frac {\partial Y}{\partial \theta }}\right)+{\frac {\partial ^{2}Y}{\partial \varphi ^{2}}}=-l(l+1)\,Y\sin ^{2}\theta }
Si suposem que les solucions de l'equació són separables,{\displaystyle Y(\theta ,\varphi )=\Theta (\theta )\,\Phi (\varphi )}s'obté, substituint i dividint per {\displaystyle \Theta \Phi }:{\displaystyle {\frac {\sin \theta }{\Theta }}\,{\frac {\mathrm {d} }{\mathrm {d} \theta }}\left(\sin \theta \,{\frac {\mathrm {d} \Theta }{\mathrm {d} \theta }}\right)+l(l+1)\,\sin ^{2}\theta =-{\frac {1}{\Phi }}{\frac {\mathrm {d} ^{2}\Phi }{\mathrm {d} \varphi ^{2}}}}
El membre de l'esquerra (part polar) depèn només de {\displaystyle \theta } i el membre de la dreta (part azimutal) depèn només de {\displaystyle \varphi }. Per tal que l'equació es satisfaci, cada membre ha de ser igual a una constant, que escollirem que sigui {\displaystyle m^{2}}. D'aquesta manera, obtenim dues equacions:
- Equació polar: {\displaystyle {\frac {\sin \theta }{\Theta }}\,{\frac {\mathrm {d} }{\mathrm {d} \theta }}\left(\sin \theta \,{\frac {\mathrm {d} \Theta }{\mathrm {d} \theta }}\right)+l(l+1)\,\sin ^{2}\theta =m^{2}}
- Equació azimutal: {\displaystyle -{\frac {1}{\Phi }}{\frac {\mathrm {d} ^{2}\Phi }{\mathrm {d} \varphi ^{2}}}=m^{2}}

### Equació azimutal
La solució general de l'equació azimutal és:{\displaystyle \Phi _{m}=A\,\mathrm {e} ^{\mathrm {i} m\varphi }+B\,\mathrm {e} ^{-\mathrm {i} m\varphi }}on {\displaystyle A} i {\displaystyle B} són constants arbitràries.
Com que la funció d'ona ha de ser univaluada i periòdica en {\displaystyle \varphi }, la funció {\displaystyle \Phi } també ha de ser univaluada i periòdica en {\displaystyle \varphi }, és a dir, {\displaystyle \Phi (\varphi )=\Phi (\varphi +2\pi )}. En aquest cas, el nombre {\displaystyle m}, que s'anomena nombre quàntic magnètic, ha de ser un nombre enter:{\displaystyle m=0,\pm 1,\pm 2,\ldots }
Les solucions independents {\displaystyle \mathrm {e} ^{-\mathrm {i} m\varphi }} coincideixen amb les solucions independents {\displaystyle \mathrm {e} ^{\mathrm {i} m\varphi }} per a {\displaystyle m} negatius. Per tant, podem prendre {\displaystyle B=0} sense pèrdua de generalitat:{\displaystyle \Phi _{m}=A\,\mathrm {e} ^{\mathrm {i} m\varphi }}
Normalitzant {\displaystyle \Phi _{m}}, s'obté:{\displaystyle 1=\int _{0}^{2\pi }\Phi _{m}\Phi _{m}^{*}\,\mathrm {d} \varphi =\vert A\vert ^{2}\int _{0}^{2\pi }\mathrm {d} \varphi =2\pi \,\vert A\vert ^{2}\quad \Longrightarrow \quad A={\frac {1}{\sqrt {2\pi }}}}
Per tant, les funcions azimutals normalitzades s'expressen com:{\displaystyle \Phi _{m}={\frac {1}{\sqrt {2\pi }}}\,e^{im\varphi }}

### Equació polar
L'equació polar es pot multiplicar per {\displaystyle \Theta /\sin ^{2}\theta }:{\displaystyle {\frac {1}{\sin \theta }}\,{\frac {\mathrm {d} }{\mathrm {d} \theta }}\left(\sin \theta \,{\frac {\mathrm {d} \Theta }{\mathrm {d} \theta }}\right)+\left[l(l+1)-{\frac {m^{2}}{\sin ^{2}\theta }}\right]\Theta =0}
Fent el canvi de variables {\displaystyle x=\cos \theta }:{\displaystyle {\frac {\mathrm {d} }{\mathrm {d} x}}\left(\sin ^{2}\theta \,{\frac {\mathrm {d} \Theta }{\mathrm {d} x}}\right)+\left[l(l+1)-{\frac {m^{2}}{\sin ^{2}\theta }}\right]\Theta =0}
Fent la substitució {\displaystyle \sin ^{2}\theta =1-x^{2}}:{\displaystyle {\frac {\mathrm {d} }{\mathrm {d} x}}\left[(1-x^{2})\,{\frac {\mathrm {d} \Theta }{\mathrm {d} x}}\right]+\left[l(l+1)-{\frac {m^{2}}{1-x^{2}}}\right]\Theta =0}
Finalment, aplicant la regla de la derivada d'un producte, s'obté l'expressió següent:{\displaystyle (1-x^{2})\,{\frac {\mathrm {d} ^{2}\Theta }{\mathrm {d} x^{2}}}-2x\,{\frac {\mathrm {d} \Theta }{\mathrm {d} x}}+\left[l(l+1)-{\frac {m^{2}}{1-x^{2}}}\right]\Theta =0}que és una equació associada de Legendre.
Com que la funció d'ona ha de ser univaluada i contínuament diferenciable, la funció {\displaystyle \Theta } també ha de ser univaluada i contínuament diferenciable. En aquest cas, el nombre {\displaystyle l}, que s'anomena nombre quàntic azimutal, ha de ser un nombre enter. A més, l'equació associada de Legendre té solucions no nul·les quan {\displaystyle |m|\leq l}, és a dir, quan{\displaystyle m=0,\pm 1,\pm 2,\ldots ,\pm l}
La solució general de l'equació associada de Legendre per a {\displaystyle x=\cos \theta } és:{\displaystyle \Theta _{lm}=C\,P_{l}^{m}(\cos \theta )+D\,Q_{l}^{m}(\cos \theta )}on {\displaystyle C} i {\displaystyle D} són constants arbitràries, i {\displaystyle P_{l}^{m}} i {\displaystyle Q_{l}^{m}} són les funcions associades de Legendre de primera i segona espècie, respectivament.